# Lebulau
Lebulau (Lebu-Lau, Lebo-Lau, Lepulau) ist eine osttimoresische Aldeia im Suco Nuno-Mogue (Verwaltungsamt Hatu-Builico, Gemeinde Ainaro). 2015 lebten in der Aldeia 739 Menschen.

## Geographie und Einrichtungen
Die Aldeia Lebulau liegt im Südosten von Nuno-Mogue. Nördlich befindet sich die Aldeia Hatu-Builico, westlich die Aldeia Tucaro und südwestlich die Aldeia Nuno-Mogue-Lau. Im Osten grenzt Lebulau an den Suco Mulo und im Südosten an den Suco Mauchiga. Der Belulik bildet den Grenzfluss zu Mauchiga. Der Tolemau (Telemau), ein Nebenfluss des Belulik, folgt der Grenze zu Mulo. Durch den Süden von Lebulau führt die Überlandstraße von Ainaro nach Dili. An ihr liegen die Dörfer Lebulau im Norden und im Süden Leobutu. Weiter nördlich gibt es nur noch einzelne Häuser.
Im Norden vom Dorf befindet sich eine Grundschule.